# Юцевич Євген Омелянович
Євген Омелянович Юцевич (* 7 липня 1901, Добровеличківка — 5 червня 1988, Київ) — композитор, диригент і музичний консультант у театрах і клубах Києва, викладач акустики й інструментації, батько музикознавця Юрія Юцевича.

## Біографія
Народився 7 липня 1901 року в селі Добровеличківці Херсонської губернії. Загальну та початкову музичну освіту здобув у Вознесенській музичній гімназії. Теоретичних музичних дисциплін і композиції навчався у М. Погодаєва, В. Золотарьова, Л. Ревуцького. Завершив музичну освіту в 1932 році у Київському музично-драматичному інституті імені М. Лисенка. Під час громадянської війни грав у військовому духовому оркестрі. Організував у Вознесенську великий духовий оркестр, який з успіхом виступав у багатьох містах України.
У 1922, 1931–1941 і 1944–1966 роках — диригент самодіяльних музичних колективів Києва. Автор оригінальної наукової теорії акустичної природи та «естетичного звучання» музичних інструментів. 1935 року проводив спільні дослідження з Полікарпом Барановським явища дуалізму музичних інтервалів.
У 1950—1970-ті роки працював над удосконаленням виготовлення струнних та духових інструментів, створив низку оригінальних зразків. Водночас викладав музичну акустику і інструментування для духових оркестрів у Музично-драматичному інституті імені М. Лисенка, Київській консерваторії, Центральному будинку народної творчості.

Могила Юцевичів

Жив у Києві. Помер 5 червня 1988 року. Похований в Києві на Звіринецькому кладовищі.

## Творчість
Твори:
- опери «Вирок» (1928), «Журавель та Чапля» (1940), «Літургія» (1942), «Кирило Кожум'яка»] (1948, 1982), «Вулкан» (1957), «Людина з легенди» (1968), «Легенда про Сокола» (1970);
- 20 хорів (на слова В. Сосюри, Т. Шевченка, І. Франка та інших);
- дві симфонії, п'єси для оркестрів (симфонічного, духового, народних інструментів), твори для баяна, фортепіано, скрипки, віолончелі тощо ;
- музика до театральних вистав, романси, пісенні цикли тощо.

Йому належить понад 10 наукових досліджень з теорії і практики музичного мистецтва, понад 1000 статей і рецензій.
Музикознавчі роботи:
- «Школа гри на бандурі» (1958);
- «Музичні інструменти» (1960, 1962).